# Просдоций
Просдоций (Просдоцим)  [лат.  Prosdocymus, Prosdocimus, ум. около 100 г.] — святой Римско-Католической церкви, епископ и покровитель Падуи, мученик.

## Биография
Просдоций был епископом Падуи в конце I века. Его почитание возникло в Падуе на рубеже V—VI веков. Предположительно был рукоположён в сан епископа в конце I века, когда в Падуе уже существовала небольшая группа христиан, многие из которых пострадали мученической смертью во время гонений при императоре Траяне. Его житие написано в XI—XII веках неизвестным автором, когда кафедру в Падуе занимал его преемник, святой епископ Максим. Поводом написания жития стало обнаружение могилы Просдокима (Просдоция) в капелле базилики Святой Иустины в Падуе.
День памяти в Католической церкви — 7 ноября.

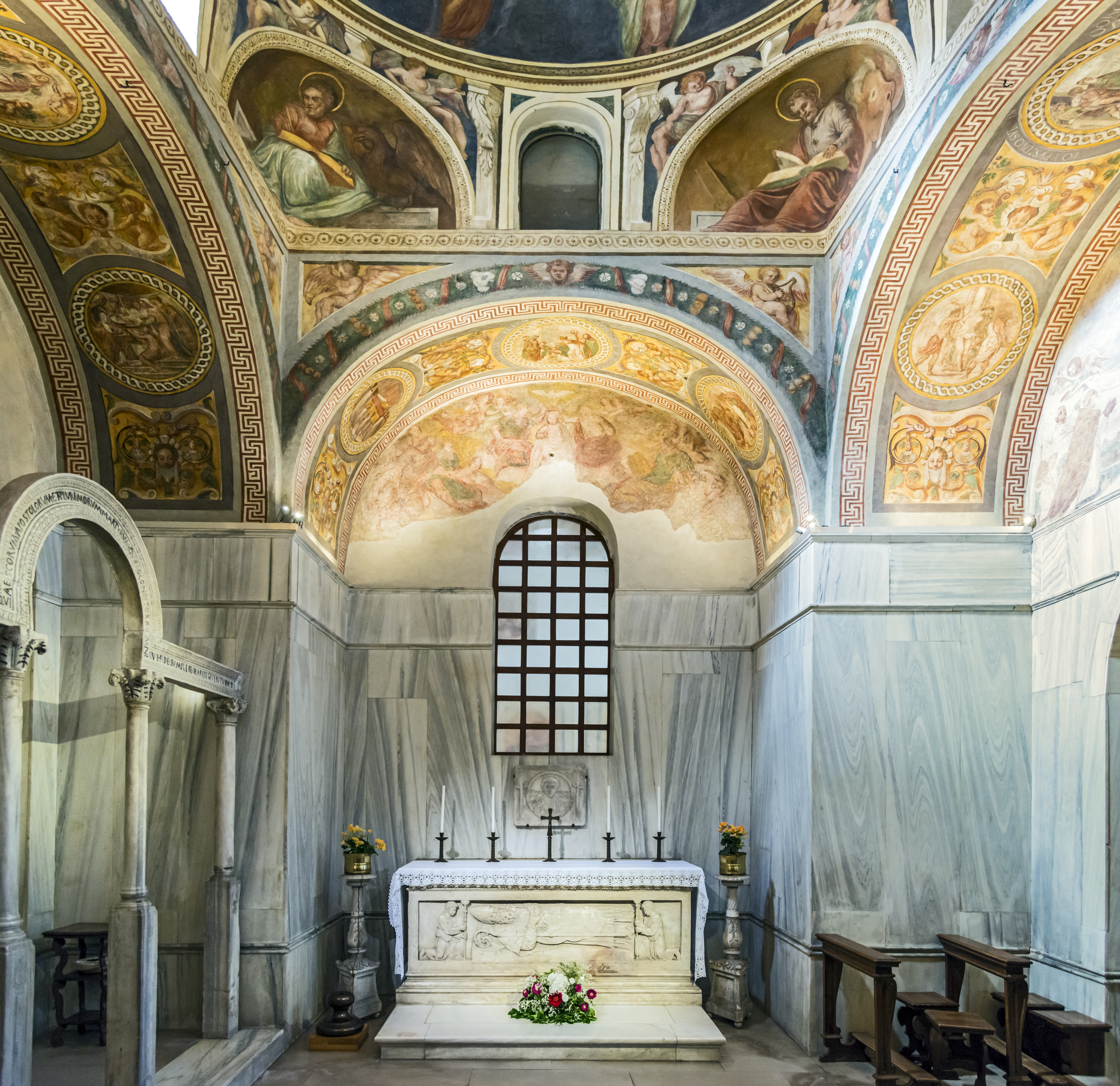
Интерьер базилики Сан-Просдокимо в Падуе
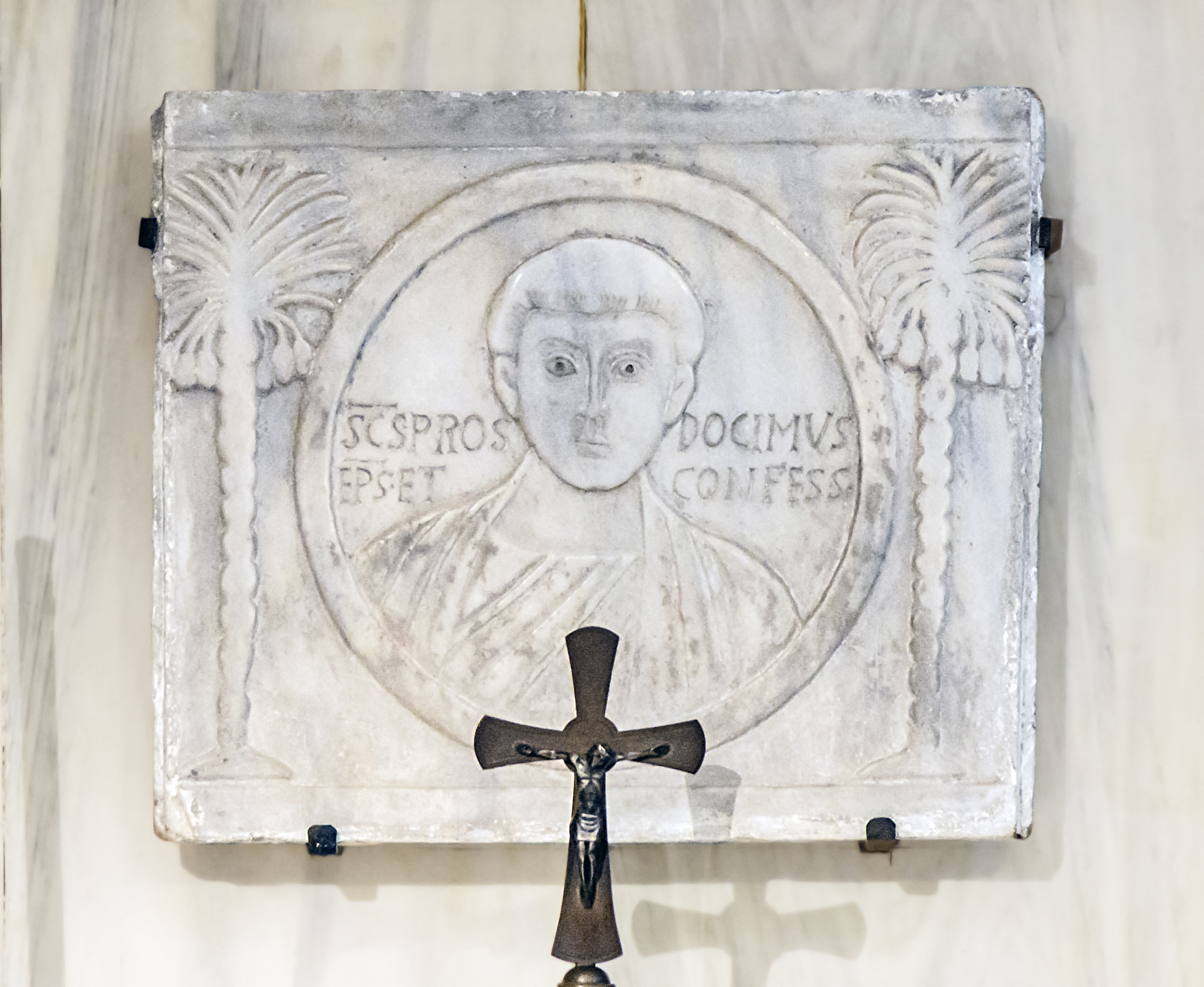
Рельеф с образом святого
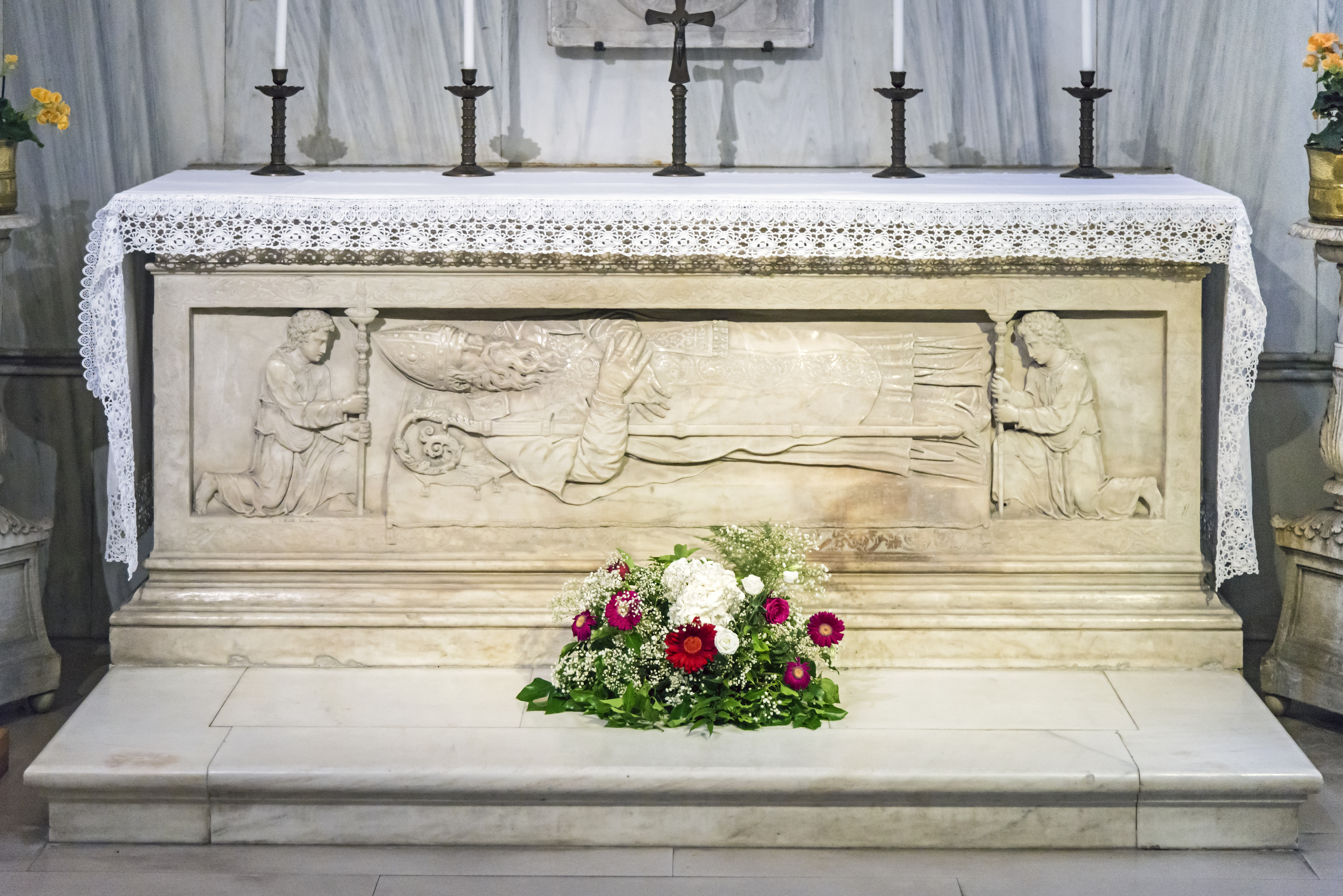
Гробница святого